# دايسك

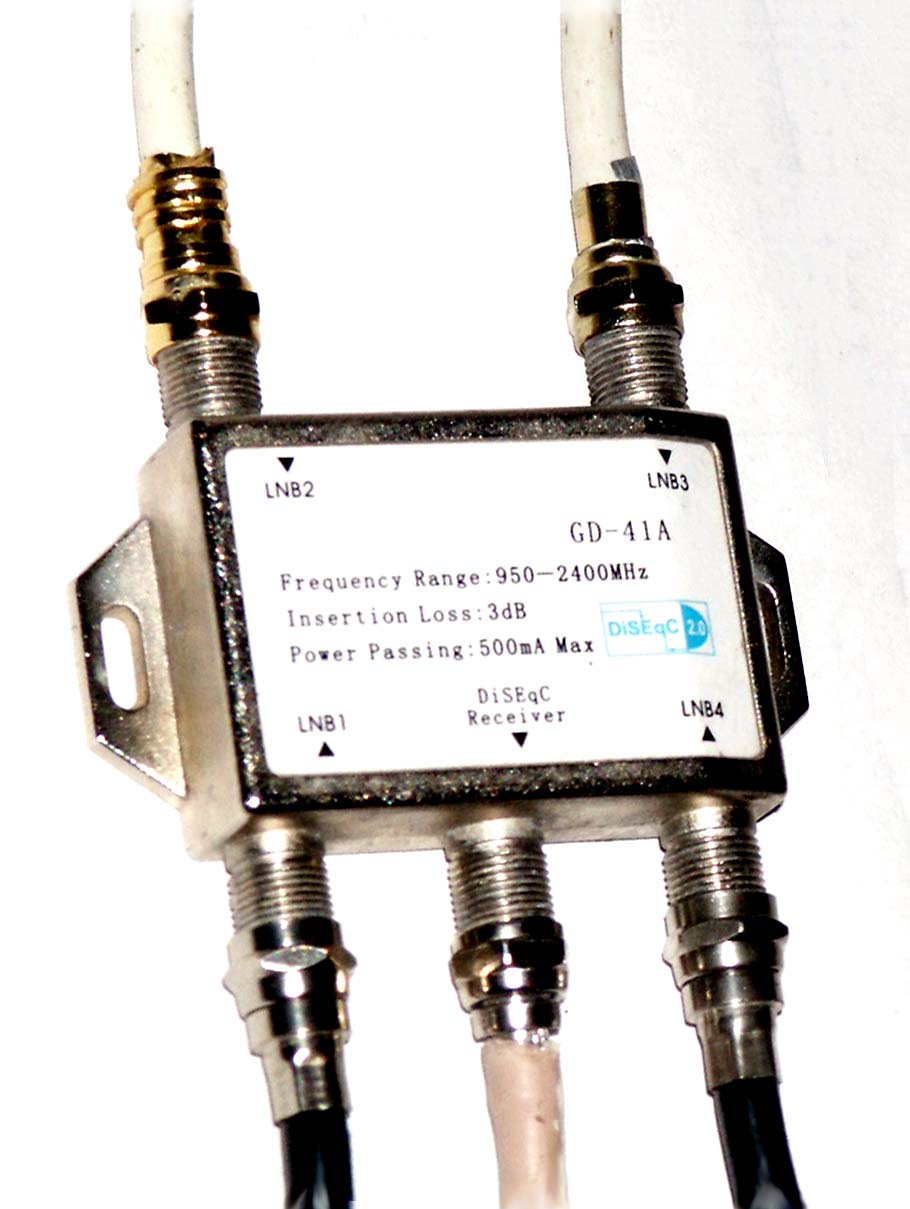

دايسك، (بالإنجليزية: DiSEqC)‏، (بالعربية: قسام).. الدايسك، أو القسام، هو اختصار لكلمة "Digital Satellite Equipment Control، بدأ استخدام الدايسك في عام 1997 وكان الهدف منه استقبال أكثر من قمر. وفيما مضى كان يستخدم جهاز تحكم يعمل بإضافة 22 كيلوهرتز كان يستخدم في حالة وجود LNB أحادى الباند في () 10.700 ـ 11.700 ميجا هرتز.
لكن بعد ظهور الـLNB اليونيفرسال لم يعد هذا الجهاز الذي يستخدم 22 كيلو هرتز يصلح لأنه كان يستخدم آخر مماثل داخل نفس الـLNB للنقل بين الترددات المنخفضة من 10.700 ـ 11.700 جيجاهرتز والترددات العالية من 11.700 ـ 12.750 جيجاهرتز، وفي هذه الحالة لا يمكن توصيل أكثر من LNB إلى الريسيفر ما لم يكن الريسيفر له أكثر من مدخل لجهاز الـLNB وبالتالى إذا أردت أكثر من قمر يجب أن يكون لديك جهاز لتحريك الطبق.
وتم اختراع الدايسك حتى يمكن استخدام أكثر من LNB باستخدام سلك واحد للتوصيل.

## إصدارات الدايسك
ويوجد عدة إصدارات من الدايسك
-1 DiSEqC 1.0
هذا الإصدار يعطى الريسيفر إمكانية إرسال إشارة من الريسيفر إلى الديسك للتحكم في الـLNB المختلفة المتصلة إلى الريسيفر باستخدام هذه الإمكانية يمكن توصيل عدد من الـLNB يصل إلى 4 في نفس الوقت.
-2 1.2 DiSEqC
وهو إصدار جديد يمكنك من التحكم في موتور الحركة عن طريق الريسيفر الرقمي المتصل إلى وحدة تحريك بها خاصية الدايسك وذلك عن طريق سلك الشيلد والذي يكون متصلا بالريسيفر ثم منه إلى وحدة التحريك الدايسك ومنها إلى الـLNB واستخدام هذه النوعية من وحدات التحريك التي تعتمد خاصية الدايسك ليتم الانتقال إلى الأقمار آلياً بمجرد اختيار القناة